# جانت مورو
جانت مورو (انگلیسی: Janet Moreau؛ زادهٔ ۲۶ اکتبر ۱۹۲۷) دونده اهل ایالات متحده آمریکا بود.
وی در مسابقات کشوری و بین‌المللی در مجموع برندهٔ ۲ مدال طلا شده‌است.